# لورين هبيز
لورين هبيز (بالإنجليزية: Loren Hibbs)‏ هو لاعب كرة قاعدة أمريكي، ولد في 17 مايو 1961 في ولنغتون في الولايات المتحدة.